# Batalion Milicji Sandomierskiej płk. Michała Januszkiewicza
Batalion Milicji Sandomierskiej (radomski) – polski oddział piechoty wchodzący w skład wojsk powstańczych okresu insurekcji kościuszkowskiej.

## Formowanie i walki
Batalion został sformowany w czerwcu 1794 przez płk. Michała Januszkiewicza. W lipcu batalion liczył około 100, a 11 września 243 żołnierzy, w tym 225 gemejnów i 12 podoficerów. Na uzbrojeniu posiadał 65 karabinów.

## Żołnierze batalionu
Organizatorem batalionu i jego dowódcą był płk Michał Januszkiewicz.  Majorów i kapitanów w tym nieskompletowanym batalionie nie było. Pododdziałami dowodzili porucznicy i chorążowie. Byli to: por. Józef Kochanowski, por. Marcin Magnuszewski, por. Antoni Zakrzewski, chor. Antoni Gogulski i chor. Kacper Frycewicz.